# Louis Schelbert

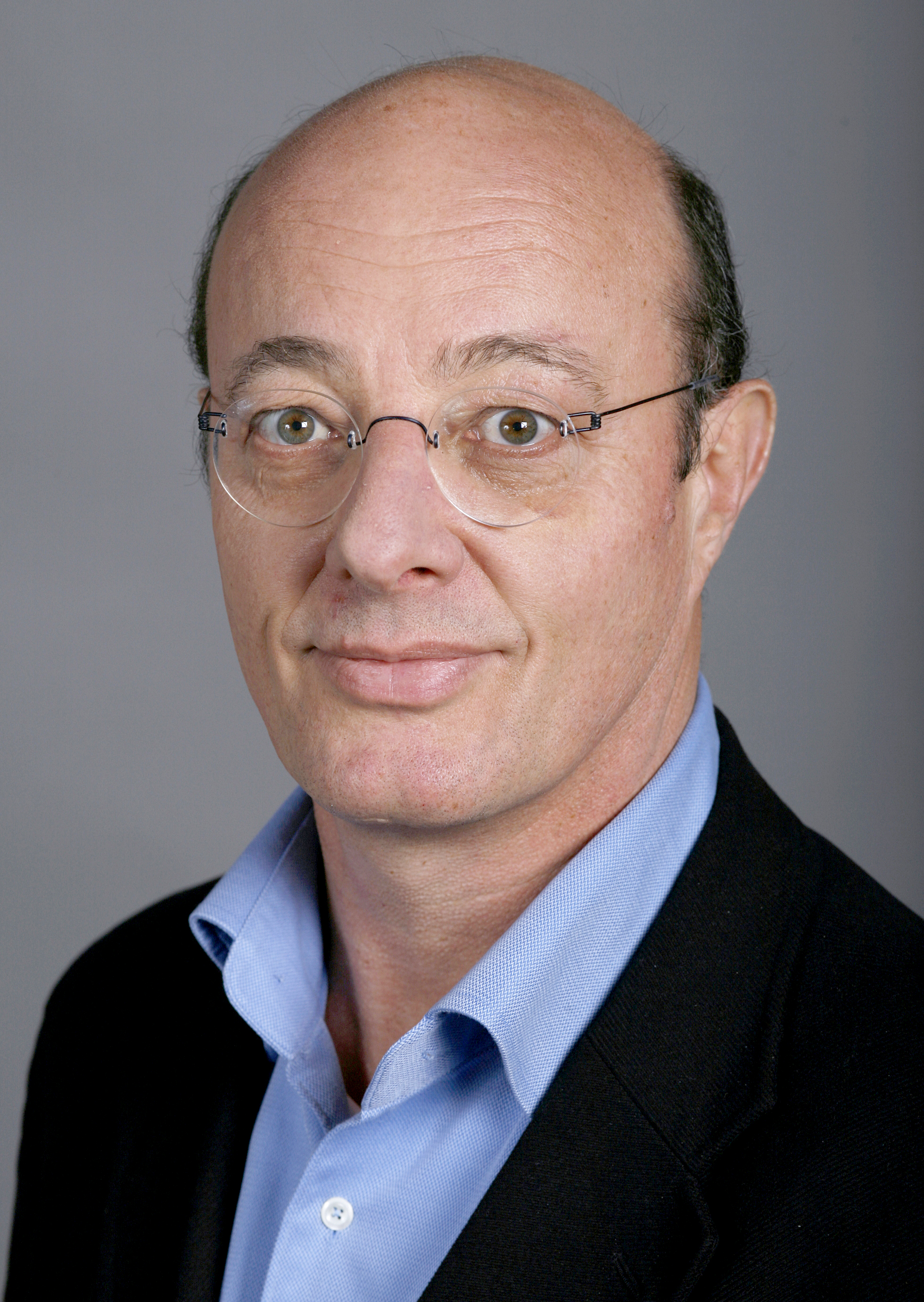
Louis Schelbert

Louis Schelbert (* 31. Oktober 1952 in Luzern) ist ein Schweizer Politiker (Grüne), 2006 bis 2018 Mitglied des Nationalrates.

## Leben und politische Karriere
Erste Erfahrungen in der Politik sammelte Schelbert als Mitglied des Grossen Stadtrates von Luzern, dem er von 1979 bis 1987 angehörte. Von 1991 bis 2006 sass er im Grossen Rat des Kantons Luzern. 2006 rückte er für die zurückgetretene Cécile Bühlmann in den Nationalrat nach und wurde bei den Wahlen 2007, 2011 und 2015 wiedergewählt. Er war Mitglied in folgenden Kommissionen und Delegationen des Nationalrates: Staatspolitische Kommission (2006–2007), Finanzkommission (2007–2011), Neat-Aufsichtsdelegation (2007–2011, 2011 Vizepräsident), Kommission für Wirtschaft und Abgaben (2007–2018) und Geschäftsprüfungskommission (2015–2018). Von 2015 bis 2018 war er zudem Mitglied der Gerichtskommission der Vereinigten Bundesversammlung. 2018 trat Louis Schelbert aus dem Nationalrat zurück. Seinen Sitz übernahm Michael Töngi.
Beruflich war Schelbert als Geschäftsleiter des Luzerner Gewerkschaftsbundes (LGB) tätig. Zudem engagierte er sich als Präsident der Wohnbaugenossenschaften Schweiz und als Präsident des nationalen Dachverbandes Arbeitsintegration Schweiz.

## Privates
Schelbert ist mit der Künstlerin Monika Feucht verheiratet und Vater von drei Kindern (1986 (w), 1987 (m), 1990 (w)), von denen einem 2004 die Wahl in den Grossen Stadtrat von Luzern (Gemeindeparlament) gelang.